# Чжанцзякоу
Чжанцзяко́у (кит. упр. 张家口, пиньинь Zhāngjiākǒu, монг. Чуулалт Хаалга), прежде известный как Калга́н, — городской округ в провинции Хэбэй КНР на реке Янхэ.

## Названия
Китайское название города Чжанцзякоу (кит. трад. 張家口, упр. 张家口, пиньинь Zhāngjiākǒu) означает «Врата семьи Чжан». Во времена Китайской республики использовались также названия Чжанъюань (張垣, «стенка Чжанов») и Чжанцзябао (張家堡, «Крепость семьи Чжан»). Название города по-маньчжурски —  (Imiyangga jase).
Монгольское название города представляет собой частичный перевод китайского:  (Qaɣalɣan; монг. Хаалган; Хаалга хот, — «врата в [Великой стене] »), или  (Čiɣulaltu qaɣalɣa, монг. Чуулалт Хаалга; Чуулганы Хаалга). Монгольское название города, транскрибированное как «Калган», вплоть до середины XX века использовали русские и европейцы.

## История
Чжанцзякоу возник и развивался как пограничная застава на Великой Китайской стене, и представлял собой главные ворота в Китай из Внутренней Монголии. Часть территории современного городского округа, лежащая южнее Стены, входила в территорию различных китайских государственных образований, а севернее — была зоной кочевых народов.
В 1211 году именно здесь Чингисхан в полевом сражении уничтожил армию империи Цзинь.
Впоследствии именно через Калган прибывали в Китай русские посольства и купцы из Кяхты — конечного пункта Сибирского тракта. В конце XIX века здесь существовала колония русских чаеторговцев. В 1909 году город был соединён Цзинчжанской железной дорогой с Пекином, что заметно ускорило его развитие.
После Синьхайской революции этот регион попал в созданный в 1913 году Специальный административный район Чахар (察哈尔特别区), который в 1928 году был выделен в отдельную провинцию Чахар. В 1935 году северная часть провинции Чахар была захвачена Японией, и там стал активно действовать Дэ Ван Дэмчигдонров, стремившийся создать там независимое монгольское государство. После начала полномасштабной японо-китайской войны  японская Квантунская армия, заняв провинцию Чахар, 27 августа 1937 года вступила в Чжанцзякоу. Местный промышленник Юй Пиньцин создал Чжанцзякоуский совет по поддержанию порядка. 4 сентября на базе этого Совета японцами было создано марионеточное Автономное правительство Южного Чахара. 22 ноября 1937 года Автономное правительство Объединённых монгольских аймаков, Автономное правительство Южного Чахара и Автономное правительство Северного Цзинь образовали Объединённый комитет Мэнцзяна. 1 сентября 1939 года Автономное правительство Объединённых монгольских аймаков, Автономное правительство Южного Чахара и Автономное правительство Северного Цзинь объединились в Объединённое автономное правительство Мэнцзяна, разместившееся в Калгане (в составе Мэнцзяна структура Автономного правительства Южного Чахара была преобразована в Южночахарский комиссариат, а в 1943 году Южночахарский комиссариат был преобразован в провинцию Сюаньхуа). После разгрома Японии и Мэнцзяна советскими и монгольскими войсками в августе 1945 года, в ноябре того же года в Калгане состоялось Объединённое собрание движения за автономию Внутренней Монголии, действия которого впоследствии привели к созданию автономного района Внутренняя Монголия.
В 1949 году коммунистическими властями Китая на этой территории были созданы Северочахарский специальный район (察北专区) и Южночахарский специальный район (察南专区). В 1952 году провинция Чахар была расформирована, и эти два специальных района были переданы в состав провинции Хэбэй и объединены в Специальный район Чжанцзякоу (张家口专区); при этом города Чжанцзякоу и Сюаньхуа были подчинены напрямую правительству провинции Хэбэй. В мае 1958 года город Чжанцзякоу был понижен в статусе и вошёл в состав Специального района Чжанцзякоу. В мае 1959 года специальный район Чжанцзякоу был расформирован, а входившие в его состав административные единицы были подчинены городу Чжанцзякоу.
В мае 1961 года Специальный район Чжанцзякоу был воссоздан в прежнем формате. В декабре 1967 года Специальный район Чжанцзякоу был переименован в Округ Чжанцзякоу (张家口地区). В ноябре 1983 года город Чжанцзякоу был повышен в статусе и переведён в непосредственное подчинение правительству провинции Хэбэй.
1 июля 1993 года город Чжанцзякоу и округ Чжанцзякоу были объединены в Городской округ Чжанцзякоу.
В 2016 году уезды Ваньцюань и Чунли были преобразованы в районы городского подчинения; уезд Сюаньхуа был расформирован, его территория была присоединена к районам Сюаньхуа и Цяодун.
В феврале 2022 года в Чжанцзякоу проходили Зимние Олимпийские игры.

## Административно-территориальное деление
Городской округ Чжанцзякоу делится на 6 районов, 10 уездов:
| Карта | Карта     | Карта     | Карта         | Карта            | Карта         | Карта                      |
| --- | --------- | --------- | ------------- | ---------------- | ------------- | -------------------------- |
| Цяодун Цяоси Сяхуаюань Сюаньхуа Ваньцюань Чунли Чжанбэй Канбао Гуюань Шанъи Юйсянь Янъюань Хуайань Хуайлай Чжолу Чичэн |           |           |               |                  |               |                            |
| Статус | Название  | Иероглифы | Пиньинь       | Население (2004) | Площадь (км²) | Плотность населения (/км²) |
| Район | Цяоси     | 桥西区    | Qiáoxī qū     | 230 000          | 141           | 1631                       |
| Район | Цяодун    | 桥东区    | Qiáodōng qū   | 260 000          | 113           | 2301                       |
| Район | Сюаньхуа  | 宣化区    | Xuānhuà qū    | 300 000          | 264           | 1051                       |
| Район | Сяхуаюань | 下花园区  | Xiàhuāyuán qū | 70 000           | 315           | 222                        |
| Район | Ваньцюань | 万全区    | Wànquán qū    | 220 000          | 1158          | 190                        |
| Район | Чунли     | 崇礼区    | Chónglǐ qū    | 120 000          | 2326          | 52                         |
| Уезд | Чжанбэй   | 张北县    | Zhāngběi xiàn | 370 000          | 4232          | 87                         |
| Уезд | Канбао    | 康保县    | Kāngbǎo xiàn  | 280 000          | 3365          | 83                         |
| Уезд | Гуюань    | 沽源县    | Gūyuán xiàn   | 230 000          | 3601          | 64                         |
| Уезд | Шанъи     | 尚义县    | Shàngyì xiàn  | 190 000          | 2621          | 72                         |
| Уезд | Юйсянь    | 蔚县      | Yù xiàn       | 460 000          | 3216          | 143                        |
| Уезд | Янъюань   | 阳原县    | Yángyuán xiàn | 280 000          | 1834          | 153                        |
| Уезд | Хуайань   | 怀安县    | Huái'ān xiàn  | 250 000          | 1706          | 147                        |
| Уезд | Хуайлай   | 怀来县    | Huáilái xiàn  | 340 000          | 1793          | 190                        |
| Уезд | Чжолу     | 涿鹿县    | Zhuōlù xiàn   | 330 000          | 2799          | 118                        |
| Уезд | Чичэн     | 赤城县    | Chìchéng xiàn | 280 000          | 5238          | 53                         |

## Экономика

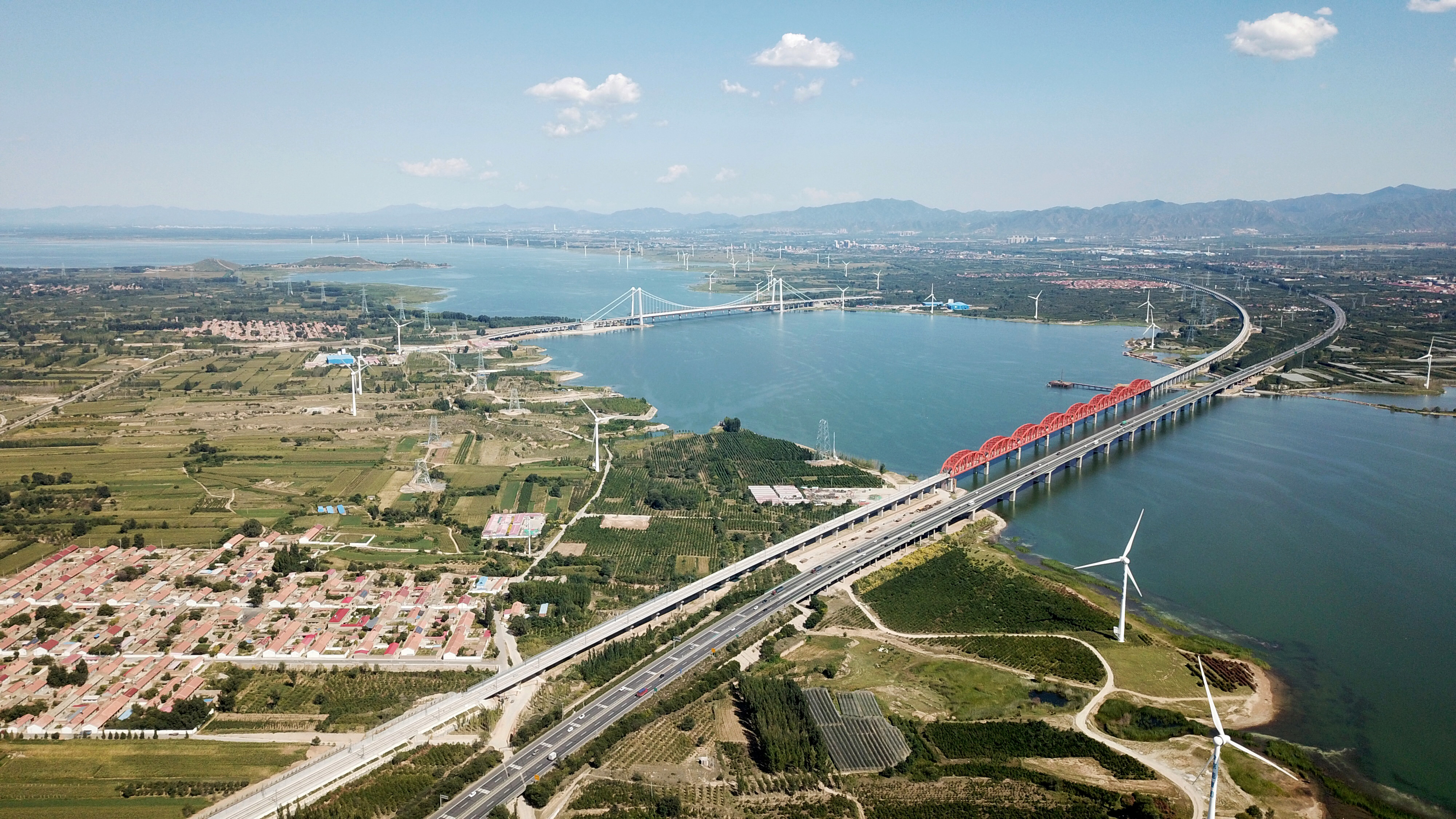
Транспортная инфраструктура города

Промышленность Чжанцзякоу завязана на добыче сырья и чёрной металлургии: в округе ведётся добыча железной руды и каменного угля, в городе расположен металлургический комбинат HBIS Group. Дальнейшее развитие города сдерживается дефицитом питьевой воды.
В городе активно развивается индустрия оборудования для снежных и ледовых видов спорта; главными кластерами являются Индустриальный парк зимнего спортивного снаряжения в Зоне освоения новых высоких технологий и Индустриальный парк ледово-снежной индустрии в Сюаньхуа.

## Транспорт
В декабре 2020 года открылась высокоскоростная железная дорога Пекин — Чжанцзякоу общей протяженностью 174 км (максимальная проектная скорость — 350 км/ч, на маршруте имеется 10 станций).
Важное значение имеют грузовые железнодорожные перевозки в Центральную Азию, Россию и Европу.